# درخت چوب‌پنبه‌ای نیوزیلند
درخت چوب‌پنبه‌ای نیوزیلند (نام علمی: Entelea arborescens) نام یک گونه از تیره پنیرکیان است.